# Tourisme en Outaouais

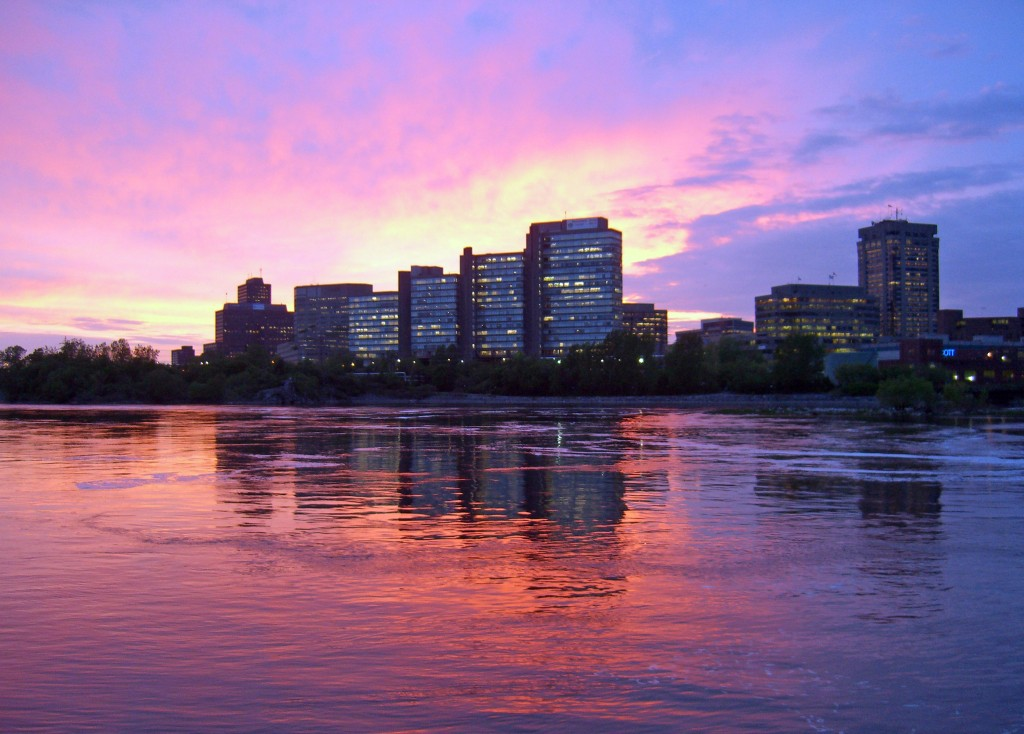
centre-ville Gatineau

Le tourisme en Outaouais joue un rôle important dans l'économie de cette région du Québec, car selon les trois secteurs d’emplois, plus de 80 % de la population travaille dans le secteur tertiaire, qui est principalement composé d’emplois reliés au tourisme. En 2008, elle compte 1 007 entreprises associées au secteur du tourisme, soit 3,4 % de toutes les entreprises touristiques du Québec. En moyenne, le tourisme génère plus de 6 400 emplois dans la région. Cette région touristique est composée de cinq sous-régions.

## Situation géographique
L'Outaouais est une région aux frontières de l'Ontario, entourée de l’Abitibi-Témiscamingue au nord et des Laurentides à l’est. L’Outaouais compte cinq municipalités régionales de comté à son actif : Gatineau, Collines-de-l’Outaouais, Pontiac et Vallée-de-la-Gatineau ainsi que Papineau. Son territoire compte 33 000 km2 et une population de 323 736 habitants. Cette région dénombre 75 municipalités, 20 000 lacs et 12 rivières.

## Les sous-régions
L'Outaouais est divisé en cinq sous-régions :
 Gatineau 
Situé au sud de la région, tout près d'Ottawa, la capitale du Canada. La ville de Gatineau, avec ses 260 000 habitants et sa superficie de 340 km carrées, est considérée comme étant la quatrième ville en importantance au Québec. Avec ses nombreux réseaux de pistes cyclables, elle permet aux touristes de s'échapper un peu de la ville sans trop s'éloigner. Tout au long de l'année la ville offre une variété de festivals et d'événements dont un prisé dans l'est canadien : le festival des montgolfières de Gatineau.
 Les Collines de l'Outaouais 

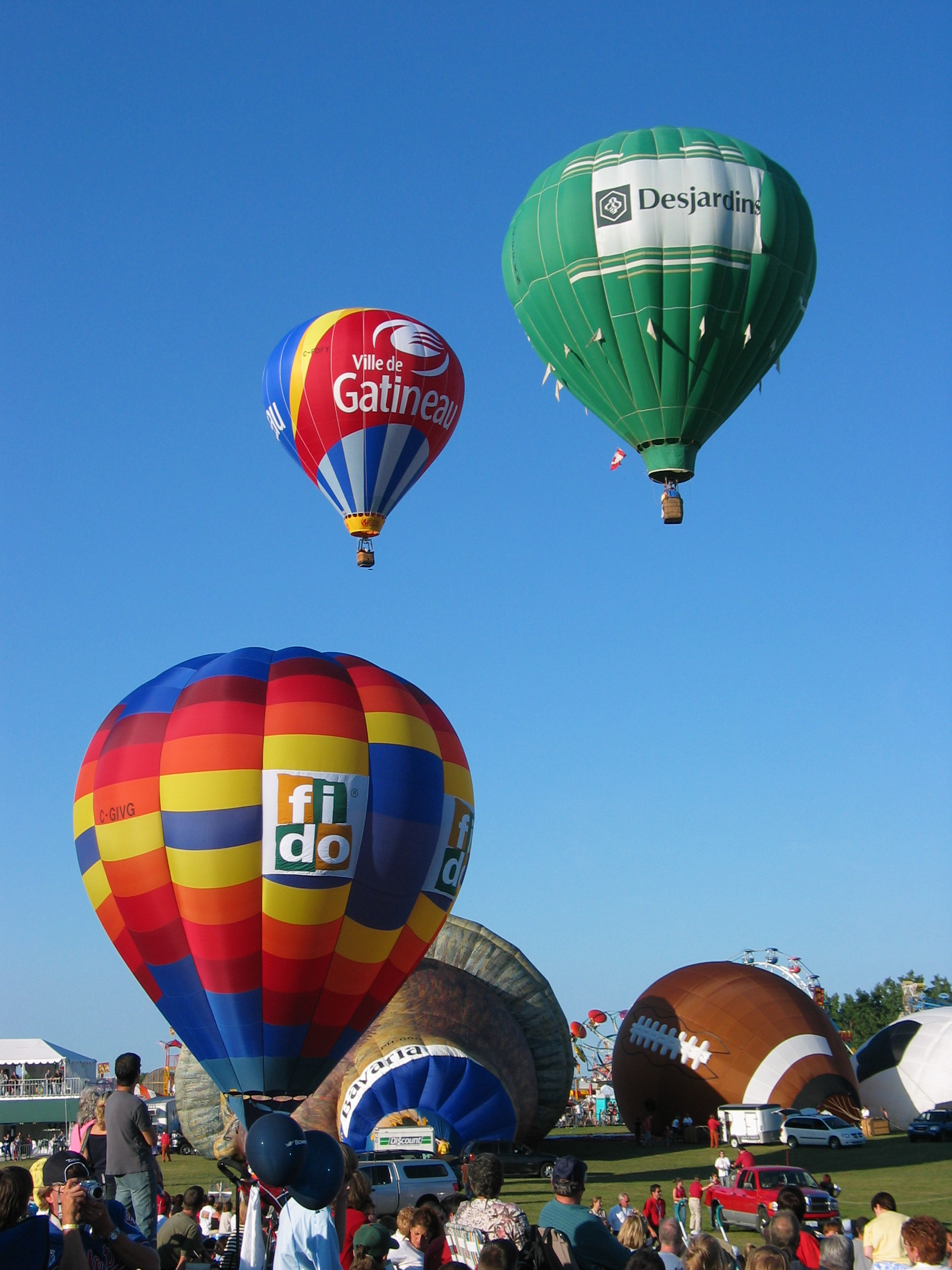
Festival des Montgolfières

Situé au sud, cette destination est fréquentée par les amateurs de vélo, kayak, ski, rafting, bungee et escalade y sont au rendez-vous. La plus grande caverne du bouclier canadien se situe dans cette région de l'Outaouais.
 Le Pontiac 
Situé à l'ouest, l'histoire de cette région est marquée par le taux d'immigrants écossais, anglais, allemand, irlandais et français. On y trouve les Chutes Coulonge. Pour les cyclistes, une ancienne voie ferrée a été aménagée.
 La Vallée-de-la-Gatineau 
Il s'agit d'un territoire sauvage de 3200 lacs. Il y est possible de visiter le parc du Draveurs et du Pythonga et d'y rencontrer des peuples autochtones. Les lieux notoires incluent la Forêt de l'Aigle, le réservoir Baskatong et la réserve faunique La Vérendrye.
Papineau
Papineau s'étend sur 2 961,47 km2. Même si elle ne compte que 4 % des habitants de l'Outaouais, elle est reconnue pour sa culture biologique. Il est possible de s'adonner au golf dans cette région.

## Performance
Voici un tableau relevant les chiffres de l'activité touristique au cours des dernières années :
 Performance touristique
| Année | Volume    | Nuitées   | Dépenses    | Durée moyenne de séjour (Nuitées) | Dépenses moyennes par séjour ($) | Dépenses moyennes par nuitée ($) |
| --- | --------- | --------- | ----------- | --------------------------------- | -------------------------------- | -------------------------------- |
| 2006 | 1 521 000 | 3 861 000 | 254 000 000 | 2,5                               | 167                              | 66                               |
| 2007 | 1 401 000 | 3 805 000 | 212 000 000 | 2,72                              | 151                              | 56                               |
| 2008 | 1 390 000 | 3 784 000 | 242 000 000 | 2,72                              | 174                              | 64                               |
| 2009 | 1 494 000 | 3 739 000 | 216 000 000 | 2,5                               | 145                              | 58                               |
| 2010 | 1 690 000 | 4 524 000 | 224 000 000 | 2,68                              | 133                              | 50                               |
| 2011 | 997 000   | 2 441 000 | 130 000 000 | 2,4                               | 153                              | 64                               |
| Tourisme Québec précise que ce sont des données fournies à titre indicatif qu'il faut utiliser avec réserve. |           |           |             |                                   |                                  |                                  |

Marché géographique d'origine
|      | Québec  | Autres provinces | États-Unis | Autres pays | Total   |
| ---- | ------- | ---------------- | ---------- | ----------- | ------- |
| 2006 | 1044000 | 400000           | 57000      | 20000       | 1521000 |
| 2007 | 892000  | 447000           | 43000      | 20000       | 1401000 |
| 2008 | 991000  | 317000           | 47000      | 35000       | 1390000 |
| 2009 | 1069000 | 366000           | 31000      | 28000       | 1494000 |
| 2010 | 1122000 | 522000           | 26000      | 20000       | 1690000 |

## Histoire du tourisme de l’Outaouais
Le tourisme dans la région de l’Outaouais a connu un essor dans les années 1800. La croissance de cette région est principalement due à l’industrie forestière ainsi qu'aux différents personnages qui ont façonné l’image de l’Outaouais. La dernière entreprise à se développer dans ces années est une industrie de pâtes et papiers. C’est en partie grâce aux pâtes et papiers que l’Outaouais est connue comme destination touristique[réf. nécessaire].

## Attractions

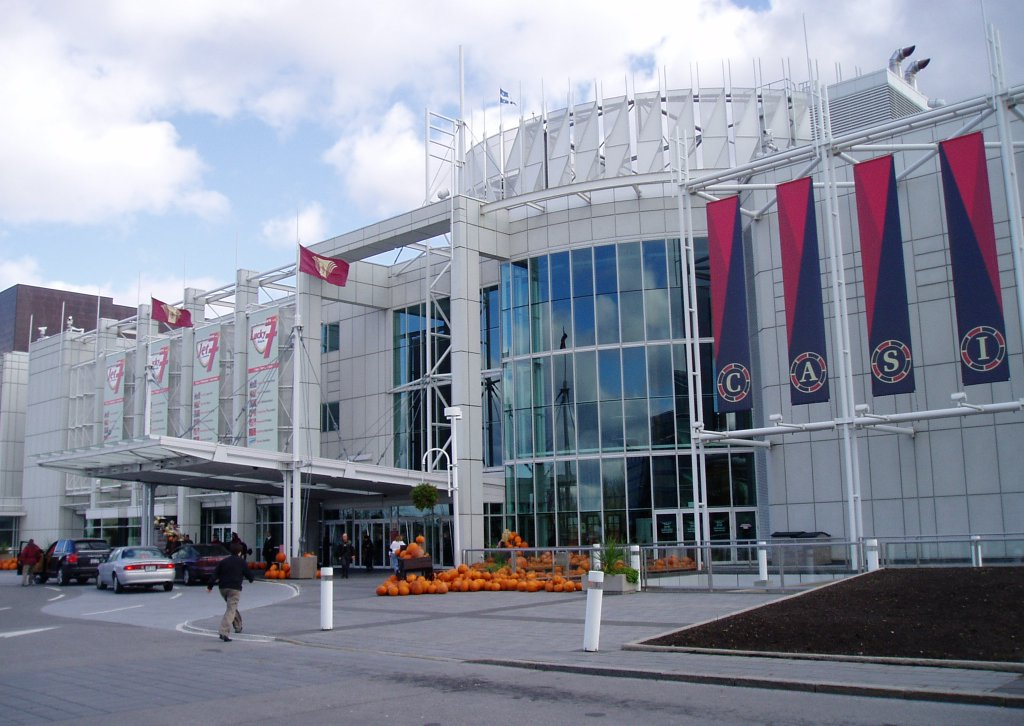
Casino du Lac-Leamy

La région de l’Outaouais offre diverses attractions touristiques.
Divertissement
- Casino du Lac-Leamy

Culture
- Musée canadien de l'histoire

- Manoir Papineau
- AXENÉO7

Plein air
- Parc national de Plaisance
- Parc de la Gatineau
- Réserve faunique La Vérendrye
- Parc Oméga

Festivals
- Festival des Montgolfières
- Festival canadien des tulipes

Salons et foires

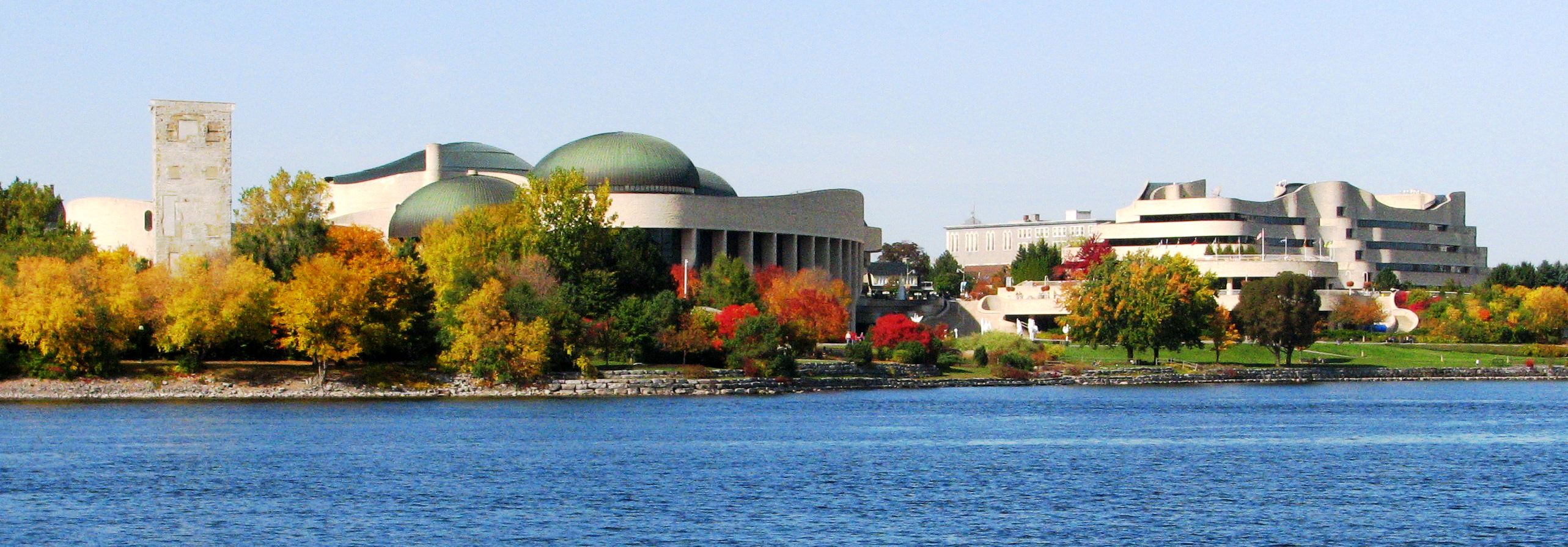
Musée canadien des civilisations vu d'Ottawa

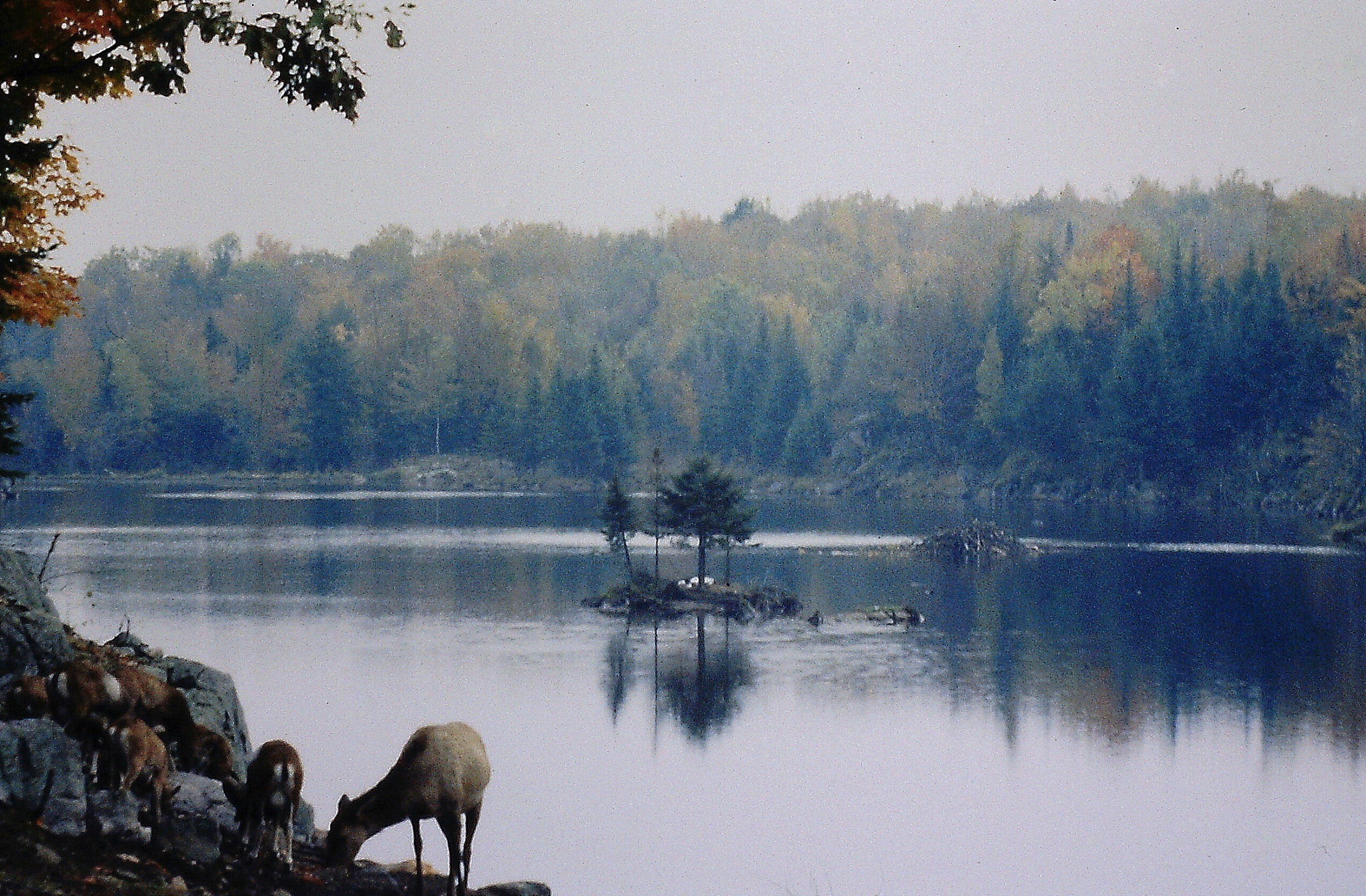
parc Oméga

- Le Marché de Noël du Musée canadien de l’histoire

### Gastronomie
- Restaurant Baccara

## Climat
| Mois      | Minimum | Maximum |
| Janvier   | -17     | -6      |
| Février   | -15     |         |
| Mars      | -9      | 2       |
| Avril     | 0       | 10      |
| Mai       | 7       | 19      |
| Juin      | 12      | 23      |
| Juillet   | 15      | 26      |
| Août      | 14      | 25      |
| Septembre | 10      | 19      |
| Octobre   | 4       | 12      |
| Novembre  | -2      | 4       |
| Décembre  | -11     | -3      |

## Infrastructures d’accueil
Plusieurs offices de tourisme et bureaux d’accueil sont situés non loin des attraits principaux de la ville afin de donner davantage d'informations. Pour ce qui est des bureaux d’informations touristiques, il y en a dix-sept reconnus par tourisme Québec. Ils sont situés aux endroits suivants :
| Nom d'accueil                                             | Ville                 |
| --------------------------------------------------------- | --------------------- |
| Maison du tourisme                                        | Gatineau              |
| Centre des visiteurs du parc de la Gatineau               | Chelsea               |
| Gare de Montebello                                        | Montebello            |
| Kiosque d'information de la capitale                      | Ottawa                |
| Bureau d'accueil touristique d'Aumond                     | Aumond                |
| Relais d'information touristique de l'Isle-aux-Allumettes | Isle-aux-Allumettes   |
| Relais d'information touristique de Rapides-des-Joachims  | Rapides-des-Joachims  |
| Carrefour de l'info                                       | Namur                 |
| Bureau d'accueil touristique de Buckingham                | Gatineau              |
| Bureau d'accueil touristique de la Pêche                  | La Pêche              |
| Bureau d'accueil touristique de Grand-Remous              | Grand-Remous          |
| Bureau d'information touristique de Campbell's Bay        | Campbell's Bay        |
| Bureau d'accueil touristique de Maniwaki                  | Maniwaki              |
| Relais d'information touristique de Bristol               | Bristol               |
| Relais touristique de Notre-Dame-de-la-Paix               | Notre-Dame-de-la-Paix |
| Bureau d'accueil touristique de Chénéville                | Chénéville            |
| Relais d'information touristique Portage-du-Fort          | Portage-du-Fort       |

## Hébergement
Au total, la région offre 284 possibilités de logement[Quand ?]. En passant par les nombreux hôtels, les campings, les centres vacances, les chalets, les condos, les pourvoiries ainsi que les auberges de jeunesse. La région met à la disponibilité des visiteurs une liste d'endroits où séjourner dans toutes les bureaux d'informations touristiques.
- Chalets et condos (19)
- Pourvoiries (19)
- Hôtels (40)
- Gîtes touristique (16)
- Camping et Centres de vacances (23)
- Autres établissements d'hébergement (2)

## Le transport et l’organisation d’un voyage
Pour se rendre en Outaouais, quatre moyens de transport sont accessibles : la voiture, le train, l’avion ou l’autobus voyageur. Deux aéroports permettent aux avions d’atterrir : l’aéroport international d’Ottawa ainsi que l’aéroport de Maniwaki.

## Les différents types de tourisme
La région propose différents types de tourisme : tourisme familial plus particulièrement, tourisme d’aventure et de plein-air, tourisme nautique, l’éconotourisme, le tourisme autochtone, le tourisme culturel, le cyclotourisme, l’agrotourisme ainsi que le tourisme de mieux-être et de santé. L’Outaouais met en valeur ses lacs et rivières ainsi que ses sentiers récréotouristiques.
Certaines activités et certains endroits ont été pensés en fonction que les personnes à capacité physique restreinte soient accommodées. Des services ont été mis en place afin que celles-ci puissent aussi profiter et participer aux différents attraits.